# Solex
Pour le cyclomoteur Solex, voir VéloSoleX.
Solex est une marque française spécialisée dans les solutions de transport électrique de proximité, appartenant au groupe Rebirth, au même titre que l'entreprise Matra.
La société Mobiky-Tech, filiale du groupe Rebirth, assemble les vélos électriques en France, dans son usine de Saint-Lô, notamment pour les marques Solex, Matra et Easybike.

## Présentation
Solex est une marque déposée depuis le 14 juin 1910 de l'entreprise de mécanique française du même nom créée vers 1905 par Maurice Goudard et Marcel Mennesson, tous les deux centraliens, et connue pour ses carburateurs et son cyclomoteur, le VéloSoleX.
La production et la commercialisation des différents modèles de VéloSolex connaissent un immense succès populaire dans la seconde moitié du XXe siècle.

## Historique

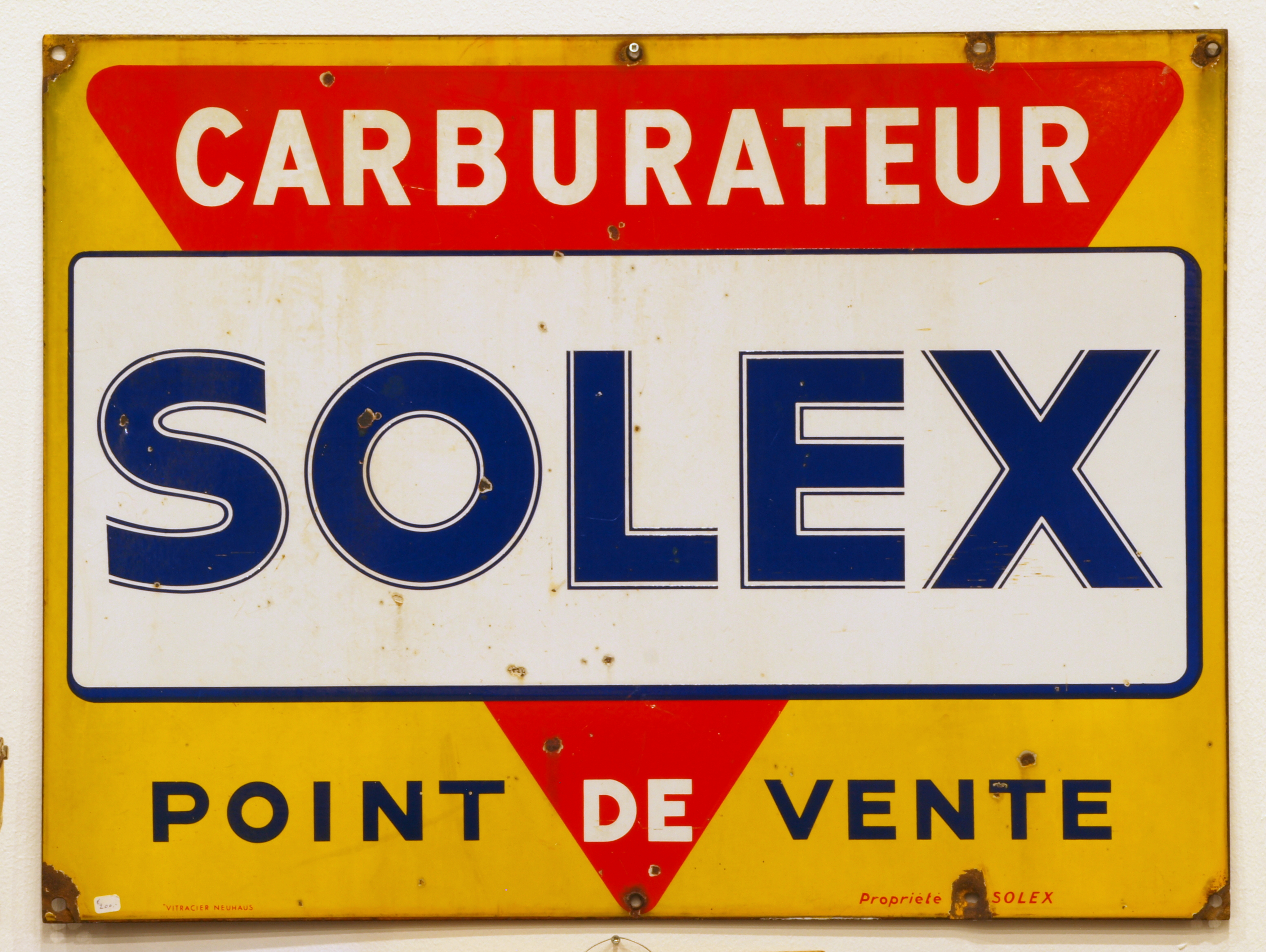
Plaque publicitaire pour carburateur SoleX.

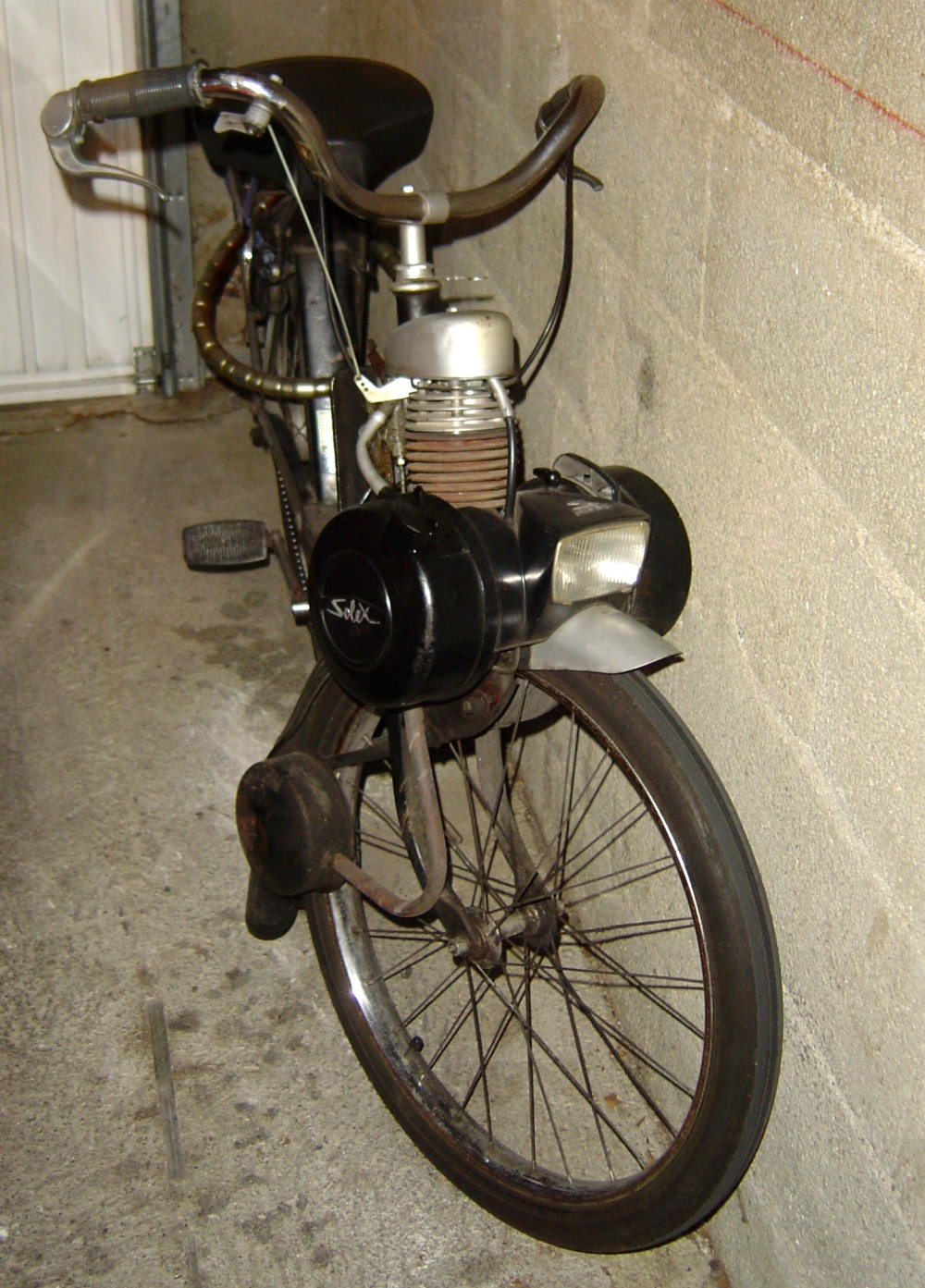
Solex 3800.

En 1905, création par Maurice Goudard et Marcel Mennesson d'une société à leur nom qui fabrique des radiateurs centrifuges, puis des carburateurs et starters pour automobiles.
En 1906, premiers grands succès de l'entreprise, qui gagne l'appel d'offres lancé par la Compagnie générale des omnibus, ce qui représente quatre cents autobus à équiper de carburateurs centrifuges, et donnera la notoriété nécessaire au groupe.
Le 14 juin 1910, dépôt de la marque Solex, marque de « pièces détachées et accessoires pour automobiles et motocycles, tels que : bougies d'allumage, carburateurs, radiateurs ».
En septembre 1914, les deux fondateurs partent sous les drapeaux et confient la direction de la société à leur secrétaire en chef Marie Jehanno  jusqu'à leur retour en 1918.
En 1916, Marcel Mennesson fait une demande de brevet pour une bicyclette peu gourmande en énergie avec un moteur auxiliaire à explosion à loger au centre de la roue arrière ; ce brevet lui sera accordé le 31 décembre 1917.
En 1918, un second brevet est déposé ; il sera délivré en mai 1919 pour un deux-roues complet consistant en : un cadre composé d'un tube unique de large section allant de la selle à la colonne de direction en passant par le repose-pied, ainsi qu'une suspension avant par fourche pendulaire. Ces brevets ne seront jamais suivis d'une mise en production.
En 1940, Marcel Mennesson fait réaliser un prototype de l'engin avec moteur à explosion situé sur l'avant. Les caractéristiques sont celles du futur Solex : cylindrée de 45 cm3 (38 mm d'alésage et 40 mm de course)[réf. nécessaire], une transmission par galet, le cylindre décalé par rapport à l'axe de la roue et le carburateur à niveau constant alimenté par une pompe à membrane avec retour du surplus de carburant vers le réservoir. En décembre 1940, ce moteur est installé sur un vélo d'homme Alcyon à grandes roues de 700, couleur noir à filets blanc et rouge, c'est donc le premier modèle de VéloSoleX.
En 1946, les premiers VéloSoleX seront vendus en avril, ils sont produits à l'usine de la Société industrielle de fabrication pour l'automobile et le cycle (SOFAC), 68, boulevard de Verdun à Courbevoie (Hauts-de-Seine), à la cadence de quinze machines par jour, et coûtent 13 600 FRF.
En 1973, la partie carburateurs est reprise par Matra, elle sera ensuite reprise par Magneti-Marelli (Fiat).
En 1974, Renault puis Motobécane reprennent la marque Solex (avec 51 % des parts).
En 1976, l'usine de Courbevoie, déjà à l'arrêt, ferme définitivement.
En 1983, Motobécane est racheté par Yamaha, et devient MBK.
En 1988, la production de Solex en France, à Saint-Quentin (Aisne), s'arrête définitivement.
En 1998, le groupe Magneti-Marelli reprend la marque Solex. Il accorde au Hongrois Impex une licence d'exploitation, mais cette aventure se terminera par une faillite.
En 2004, le groupe Cible, son fondateur Jean-Pierre Bansard et sa présidente Évelyne Renaud-Garabedian rachètent la marque en vue de commercialiser l'« e-Solex », ou Solex électrique, dessiné par Pininfarina et produit en Chine.
En 2004, le commerce des anciens VéloSoleX continue activement sur les sites web de ventes aux enchères eBay ou Le Bon Coin. C'est toujours le cas en 2023.
En 2006, commence la commercialisation par le groupe Cible de l'e-Solex (moteur Brushless de 400 W, 35 km/h, autonomie 1 h 30).
En 2009, le groupe Cible lance l'e-Solex 2.0, une version à batterie lithium-polymère.
En 2010, lancement du VéloSoleX, vélo à assistance électrique pliant.
En 2011, lancement du Solexity, vélo à assistance électrique avec des grandes roues de 26 pouces.
En 2013, la société M.G.F., filiale de Rebirth (ex-Easybike Group),, spécialisée dans les vélos à assistance électrique et déjà associée au groupe Cible pour la distribution, rachète la marque Solex et tous les modèles actuels.
Le groupe Rebirth (ex-Easybike Group) annonce qu'une partie de la production des vélos à assistance électrique sera relocalisée en France à partir de 2014 dans un nouvel atelier situé à Saint-Lô et confiée à sa filiale Mobiky-Tech.
En 2017, il est confirmé que l'offre à assistance électrique concerne trois modèles produits en Normandie : l’Infinity, modèle urbain équipé d'une batterie Bosch permettant une autonomie de 60  à   160 kilomètres, le Solex Trekking et le Solex Dirt pour sortir du réseau urbain et routier.
En 2019, la société Mobiky-Tech, à qui a été confiée la fabrication, est placée en redressement judiciaire. Le tribunal de commerce de Coutances, en Normandie, décide de mettre fin au redressement judiciaire le 18 juin 2021.

## Carburateurs Solex

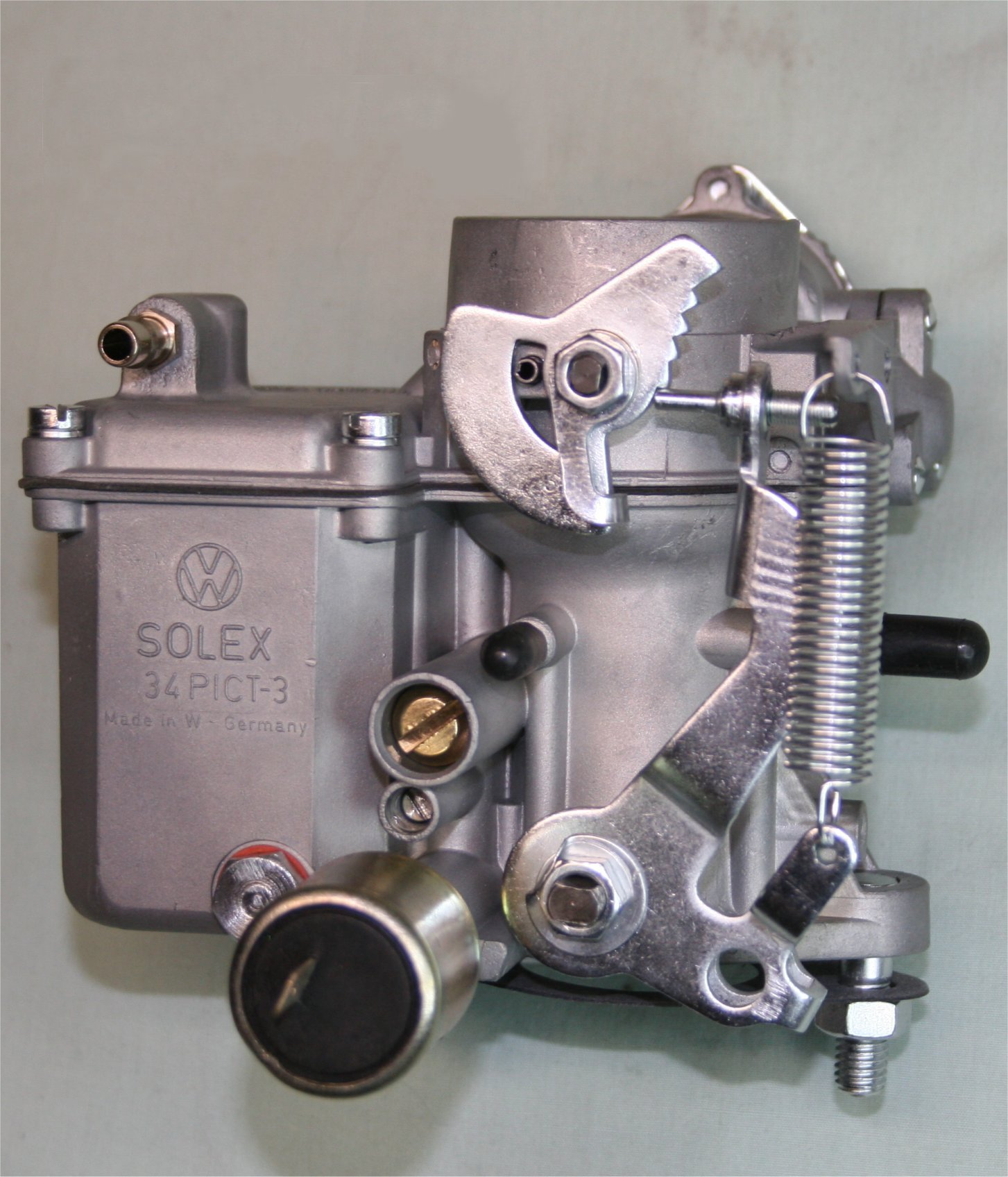
Carburateur Solex d'une Volkswagen Coccinelle.

Les carburateurs Solex ont été largement utilisés par de nombreux fabricants européens et sous licence de Mikuni en Asie jusqu'au milieu des années 1980, lorsque l'injection de carburant fut plus largement utilisée.
En Europe, de nombreux constructeurs d’automobiles ont utilisé les carburateurs Solex (Rolls-Royce, Alfa Romeo, Fiat, Audi, Ford, BMW, Citroën, Opel, Simca, Saab, Renault, Peugeot, Lancia, Land Rover, Lada, Mercedes-Benz, Volvo , Volkswagen et Porsche).
Les carburateurs Solex ont été fabriqués sous licence par un certain nombre de sociétés, dont Mikuni au Japon, qui conclut un accord de fabrication sous licence avec Solex en 1960 et développa de nombreuses conceptions originales sur la base technique des carburateurs Solex. Les constructeurs automobiles et fabricants de motos japonais utilisant des carburateurs Mikuni comprenaient : Toyota, Mitsubishi, Suzuki, Nissan et Yamaha.
En 1965, Solex s'associa à son principal rival d'avant-guerre, Zenith, qui au fil du temps tomba en désuétude. Les droits sur les dessins Zenith étaient la propriété de Solex UK (filiale de Solex France).

## Modèles et évolutions du VéloSolex
- Printemps 1946 : 45 cm3 à roues de 650 puis de 600 quelques années plus tard, cadre « col de cygne », bougie en haut de la culasse.
- Septembre 1953 : 330 (la cylindrée passe à 49 cm3 et ne changera plus. La bougie migre en avant de la culasse et est inclinée à 45°).
- Septembre 1955 : 660 (nouveau cadre à poutre principale descendant au pédalier pour former un repose-pieds, moteur du 330).
- Avril 1957 : 1010 (nouveau moteur : adoption du balayage en U, piston bombé sans déflecteur).
- Septembre 1958 : 1400 (nouveau cadre à roues de 550, moteur du 1010).
- Octobre 1959 : 1700 (moteur du 1400 élargi pour accueillir à gauche un embrayage automatique composite ; celui-ci sera repris sur tous les modèles suivants).
- Juin 1961 : 2200 (la bougie retourne en haut de la culasse, et se cachera désormais sous le filtre à air pour satisfaire à la loi rendant l'antiparasitage obligatoire).
- Octobre 1964 : 3300 (nouveau cadre carré entièrement embouti et moteur de 2200).
- Mai 1966 : 3800 (nouveau moteur dont la puissance atteint désormais 0,8 ch pour une vitesse volontairement limitée à 30 km/h ; le garde-boue est nervuré de chaque côté ; le filtre à air porte une étiquette bicolore), cylindrée inchangée ; ce modèle connaîtra des modifications progressives comme le réservoir en plastique et la poignée droite tournante.
- 1966 : F4, pour enfant (réplique à l'échelle 2/3 du S3800 pour adultes ; cadre en métal avec un moteur factice en plastique injecté).
- Janvier 1967 : Micron (bleu ou rouge) : son absence de pédales le classe d'emblée en vélomoteur  (immatriculation et casque obligatoires, éclairage code/phare, etc.), malgré une mécanique de 3800.
- 1968 : 3800 luxe, couleur bleu ou rouge, puis blanc avec garde-boue inox.
- Octobre 1969 : Flash, qui devient 6000 en 1972 (transmission acatène, frein à disque à l'arrière et moteur caréné par le cadre, puis fourche télescopique).
- Octobre 1971 : 5000 (déclinaison du 3800, quatre coloris et roues de seize pouces).
- Octobre 1973 : Plisolex (5000 pliant avec une charnière sur la poutre centrale du cadre et un moteur facilement démontable).
- Février 1973 : Ténor (différentes finitions (R, L, S, S4, GL, GS) ; moteurs Franco Morini ou Anker-Laura).
- Janvier 2022 : Solex rétrofité : la société NOIL propose un kit homologué pour la route afin d'électrifier les Solex 2200, 3300, 3800 et 5000[19].

## Modèles de vélos à assistance électrique (depuis 2010)
- VéloSolex
- Solexity
- Solex Intemporel

Depuis 2023, les vélos Solex sont équipés de moteurs Yamaha Motor Company.

## Succès d'une marque déposée
Solex, VéloSoleX et Solexine (carburant développé par BP à la demande de la société Solex) sont des marques commerciales déposées, propriété du groupe Rebirth (ex-Easybike Group), qui en a acquis l'exclusivité.
D'origine obscure, les deux syllabes « Solex » ont un indéniable pouvoir de séduction. Trois ans après Solex, naissaient en Suisse les montres Rolex ; dans les années 1930, apparaissent les caméras Bolex, également suisses, et aux États-Unis les connecteurs Molex.